# Симферополь (Костанайская область)
Симферополь (каз. Симферополь) — село в Карасуском районе Костанайской области Казахстана. Входит в состав Люблинского сельского округа. Код КАТО — 395255500.

## Население
В 1999 году население села составляло 256 человек (129 мужчин и 127 женщин). По данным переписи 2009 года, в селе проживали 202 человека (111 мужчин и 91 женщина).

## Инфраструктура
Функционирует начальная школа.
В 2018 году переправа между селом Симферополь и селом Носовка была отнесена Департаментом по чрезвычайным ситуациям Костанайской области к опасным местам для купания.
В 2020 году в селе было запланировано установить фонари уличного освещения с аккумуляторами солнечной энергии, стоимостью 2 миллиона тенге.